# 24-Stunden-Rennen auf dem Nürburgring 1977

Streckenführung für das 24-Stunden-Rennen bis 1982

Das 6. 24-Stunden-Rennen auf dem Nürburgring fand vom 8. auf den 9. Oktober 1977 auf dem Nürburgring statt.

## Rennergebnis
Wie im Vorjahr gewannen Herbert Hechler und Fritz Müller – allerdings ohne den dritten Fahrer Karl-Heinz Quirin – zum zweiten Mal in Folge mit ihrem Porsche 911 Carrera 3.0 das 24-Stunden-Rennen. Platz zwei konnten Wolfgang Walter, Werner Prinz und Rudolf Partsch auf einem Porsche Carrera RSR nach Motorproblemen knapp ins Ziel retten. Rang drei belegte das ABEX-Pagid-Valvoline Racing Team mit Johann Weisheidinger, Dietmar Hackner und Axel Sonntag am Steuer eines Opel Commodore GS/E. Es war das erste Mal in der Geschichte des 24-Stunden-Rennens, bei dem sich kein Fahrzeug der Marke BMW unter den Top 10 der Gesamtwertung platzieren konnte. Bestes Fahrzeug des bayerischen Herstellers war ein BMW 3.0 CSL der Valvoline Renngemeinschaft Düren auf dem 20. Gesamtrang.
Die Siegermannschaft fuhr 140 Runden und legte dabei eine Strecke von 3196,90 km zurück. Von den 112 gestarteten Fahrzeugen wurden 68 gewertet.

## Streckenführung
Da die heutige Grand-Prix-Strecke am Nürburgring erst 1983 gebaut wurde, fuhr das 24-Stunden-Rennen bis 1982 auf einer ursprünglichen Streckenführung des Nürburgrings. Neben der Nordschleife war dies nur die „Betonschleife“ genannte Start-und-Ziel-Schleife.

## Besonderheiten
Wie auch im Vorjahr wurde 1977 das 24-Stunden-Rennen im Herbst ausgetragen.